# Chrystianizacja Bułgarii

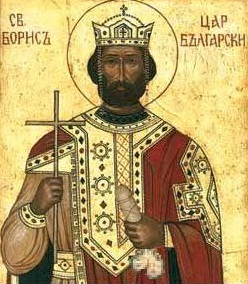
Car Borys I Michał

Pełny proces chrystianizacji w państwie Bułgarskim rozpoczął się przyjęciem chrztu przez cara Borysa I Michała, natomiast najwcześniejsze wspólnoty chrześcijańskie pojawiły się na tych terenach już w pierwszych wiekach po Chrystusie. Nie istnieje jedna dokładna data czasu i miejsca tego wydarzenia, natomiast według większości historyków stało się to w 864/865 roku. Zdaniem tradycyjnej historiografii bułgarskiej chrzest datuje się go na noc 25 maja 866 roku w Plisce, gdzie car Borys I przyjął imię Michał na cześć swojego ojca chrzestnego Michała III.

## Geneza przyjęcia chrztu
Trudno wskazać jednoznaczne przyczyny, które skłoniły cara Borysa I do rozpoczęcia procesów chrystianizacyjnych Bułgarii. Warto jednak wymienić takie jak:
- Czynnik państwowy: pogaństwo, które było obecne w Bułgarii, nie miało takiej siły przebicia jak chrześcijaństwo- trudno było scentralizować ludzi różnych kultów
- Chęć wzmocnienia autorytetu władcy: idea władcy jako pomazańca Bożego stanowiła przeciwwagę dla rozwijających się tendencji odśrodkowych środowisk bojarskich
- Polepszenie funkcjonowania państwa: chrześcijaństwo krzewiło w społeczeństwie dobre postawy takie jak umiejętność czytania i pisania, które w konsekwencji doprowadzą do postępu kulturalnego
- Osobiste względy: istnieje źródło mówiące o wielkim głodzie, jaki panował w Bułgarii, który został zakończony z racji modlitwy Borysa do Boga chrześcijan (rzekomo samego chana modlitwy nauczył grecki niewolnik Teodor Cupharas)
- Główną przyczyną był kapitulacja Borysa wobec potęgi bizantyjskiej cesarza Michała III i podpisanie wieczystego aktu pokoju pomiędzy Bizancjum a Bułgarią w 864 roku. Cesarz zażądał także zerwania stosunków związanych z przyjęciem chrześcijaństwa od Franków.

## Proces chrystianizacji
Pierwsze wspólnoty chrześcijańskie pojawiły się na terenie obecnej Bułgarii już w pierwszych wiekach naszej ery. Zjednoczone państwo Bułgarii zostało założone w VII z połączenia napływowych grup Słowian oraz koczowniczych plemion Protobułgarów znad Wołgi. Terenami tymi interesował się od początku kościół bizantyjski chcący rozszerzyć tam swoją strefę wpływów- stąd też zostały zawarte układy Bizancjum z Bułgarią, których konsekwencją było zaproszenie przez Cesarza Michała III w ramach podpisanego aktu pokoju posłów Bułgarskich, którzy zostali ochrzczeni w Konstantynopolu, a następnie wysłani z powrotem do kraju wraz z duchownymi bizantyjskimi, którzy mieli przygotować cara Borysa I oraz pogan do chrztu.
Kiedy jednak Cesarz i patriarcha Konstantynopola Focjusz nie zgodzili się na utworzenie niezależnego Kościoła Bułgarskiego, chan Borys zwrócił się do papiestwa z prośbą o przysłanie duchowieństwa łacińskiego. Po drugich pertraktacjach i walkach pomiędzy papieżem Mikołajem I a Patriarchą Focjuszem Borys I zawarł ugodę z Bizancjum na synodzie kościelnym ma mocy której zrzekł się pretensji do własnego patriarchatu bułgarskiego, uznał zwierzchnią władzę Konstantynopola i zadowolił się uzyskaniem szerokiej autonomii kościelnej dla Bułgarii. Arcybiskup Bułgarski stał się zależny bezpośrednio od synodu kościoła greckiego, a sam Borys I zdobył tytuł króla.
Oficjalny akt chrystianizacji nie oznaczał jednak natychmiastowego przyjęcia chrześcijaństwa przez ogół społeczeństwa, a jedynie początek długotrwałego procesu zastępowania dawnych wierzeń pogańskich jedną religią.

### Powstanie nowych prowincji kościelnych
Nowo powstała bułgarska prowincja kościelna obejmowała biskupstwa: ochrydzkie w zachodniej i bregalnickie we wschodniej części Macedonii, morawskie w dolinie Południowej Morawy i kilka innych położonych w głównych grodach bułgarskich. Według niektórych źródeł sam chan Borys wzniósł w ramach chrystianizacji siedem cerkwi katedralnych, w tym jedną zbudowaną na wzór bazyliki Św. Piotra i Pawła w Rzymie znajdującą się w Plisce, której długość wynosiła około 99m a szerokość prawie 30m.
Początkowo Kościół bułgarski uzależniony był od duchowieństwa greckiego i kultury bizantyjskiej, a rozwój jego struktur nastąpił około 866 roku, kiedy to na terytorium Bułgarii przybyli uczniowie św. Metodego: Klemens i Naum, którzy objęli godności kościelne w Pisce i Presławiu (stara i nowa stolica Bułgarii). Rozpoczęli oni misję chrystianizacyjną, w której opierali się na przywiezionych ze sobą księgach liturgicznych spisanych alfabetem głagolickim i cyrylicą. To właśnie dzięki nim spisano żywot świętych Cyryla i Metodego, stworzono ochrydzką szkołę piśmiennictwa słowiańskiego, która szerzyła wpływy kultury słowiańskiej i kościoła bułgarskiego na pograniczu Macedonii i Albanii Północnej, czy upowszechniono literaturę słowiańską przez ośrodki klasztorne.
W 889 roku król Borys I ogłosił swoją abdykację, pozostawiając tron swojemu najstarszemu synowi Włodzimierzowi, sam natomiast osiadł prawdopodobnie w klasztorze świętego Pantalejmona pod Piresławiem.

### Reakcja pogańska 889 roku
Książę Włodzimierz okazał się zdecydowanym przeciwnikiem rządów prowadzonych przez swojego ojca, rozpoczynając tym samym własną, antychrześcijańską politykę popartą przez starą opozycję wielkobojarską żyjącą nadal według wierzeń i tradycji pogańskich. Rozpoczęły się prześladowania chrześcijan zakończone powrotem Borysa I, który w 893 roku zdetronizował, oślepił i wtrącił do więzienia Włodzimierza, a następnie osadził na tronie swojego młodszego syna Symeona podczas zjazdu dostojników świeckich i kościelnych w Presławiu (do którego przeniesiono stolicę z kojarzącej się z pogańskimi tradycjami Pliski).
W 894 roku zakończono przekład ksiąg liturgicznych na język słowiański, co doprowadziło do tego, iż język słowiański zaczął być powszechnie używanym zarówno w kościele, jak i państwie bułgarskim.

## Skutki chrystianizacji
- Umocnienie pozycji Bułgarii na arenie międzynarodowej oraz jej ewolucja jako państwa od chanatu do królestwa
- Utworzenie niezależnego Kościoła bułgarskiego
- Rozpowszechnienie pisma słowiańskiego (cyrylicy i głagolicy)
- Wprowadzenie Chrześcijaństwa pociągnęło za sobą rewizję poglądów Bułgarów oraz stopniowe przejmowanie nowych zasad i wierzeń